# Palghat Mani Iyer

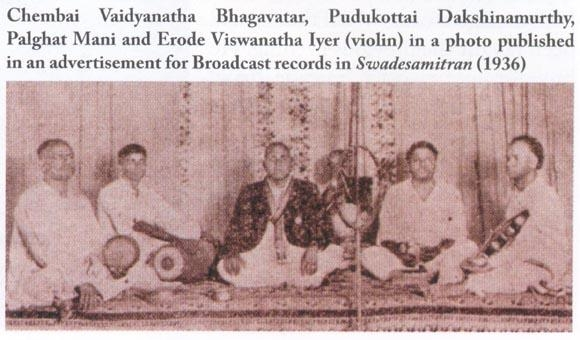
Paghat Mani Iyer (segundo por la izquierda) en concierto con otros artistas (1936)

Palghat T. S. Mani Iyer (Palakkad, 1912-Cochín, 1981) fue uno de los principales ejecutantes de mridanga en el campo de la música carnática y el primer ejecutante de este instrumento en ganar los premios Sangeetha Kalanidhi y Padmabhushan.
Estudió con Palghat Subba Iyer, Kalpathy Viswanatha Iyer yThanjavur Vaidanatha Iyer. Acompañó a  Chembai Vaidanatha Bagavathar y grandes artistas de su era. Fue gurú de ejecutantes de mridangam como Palghat R. Raghu, Palghat Suresh y Umayalpuram K. Sivaraman.  Mani Iyer no sólo llevaba magistralmente el tiempo, sino que fue el pionero en acompañar el fraseo musical, reproduciendo en el tambor todas las sutilezas y complejidades rítmicas de la composición musical.

## Enlaces
- South Indian Percussionist page

- Datos: Q3361411
- Multimedia: Palghat Mani Iyer / Q3361411